# Związek gmin Holzgerlingen
Związek gmin Holzgerlingen – związek gmin (niem. Gemeindeverwaltungsverband) w Niemczech, w kraju związkowym Badenia-Wirtembergia, w rejencji Stuttgart, w regionie Stuttgart, w powiecie Böblingen. Siedziba związku znajduje się w mieście Holzgerlingen, przewodniczącym jego jest Wilfried Dölker.
Związek zrzesza jedno miasto i dwie gminy wiejskie:
- Altdorf, 4 544 mieszkańców, 17,47 km²
- Hildrizhausen, 3 593 mieszkańców, 12,17 km²
- Holzgerlingen, miasto, 12 722 mieszkańców, 13,39 km²